# Utësy Leonida Ivanova
Utësy Leonida Ivanova (englische Transkription von russisch Утёсы Леонида Иванова Utjossy Leonida Iwanowa, deutsch ‚Leonid-Iwanow-Kliff‘) ist ein Kliff an der Shackleton-Küste der antarktischen Ross Dependency. Es ragt südöstlich des Kap May am Rand des Ross-Schelfeises auf.
Russische Wissenschaftler benannten es. Der Namensgeber ist nicht überliefert.